# 乌戈利内耶科皮
乌戈利内耶科皮（羅馬化：Ugolʹnyye Kopi）是俄罗斯楚科奇自治区的市级镇，为该自治区阿纳德尔区规模最大的聚居地。地处楚科奇自治区东南部，位于白令海内阿纳德尔湾沿岸，与区行政中心自治区首府阿纳德尔相对，距离约9公里。附近有乌戈利内机场，为附近地区最大的机场。
建于20世纪初，为当地煤矿工人的定居点。2022年人口有4,225人；2010年人口3,368；2002年人口3,863；1989年人口12,357。人口有俄罗斯人、楚科奇人等。